# Kenny Atkinson
Kenneth Neil „Kenny” Atkinson (ur. 2 czerwca 1967 w Northport) – amerykański koszykarz, występujący na pozycji rozgrywającego, po zakończeniu kariery zawodniczej trener koszykarski, obecnie trener Cleveland Cavaliers.
7 marca 2020 ustąpił ze stanowiska głównego trenera Brooklyn Nets.
16 listopada 2020 został asystentem trenera Los Angeles Clippers. 13 sierpnia 2021 objął stanowisko asystenta trenera Golden State Warriors.

## Osiągnięcia
Na podstawie, o ile nie zaznaczono inaczej.
NCAA
- Uczestnik:
  - rozgrywek NCAA Sweet 16 (1988)
  - turnieju NCAA (1988, 1990)
- Mistrz:
  - turnieju Colonial Athletic Association (CAA – 1988, 1990)
  - sezonu regularnego CAA (1988, 1989)
- Zaliczony do I składu konferencji CAA (1989, 1990)

Drużynowe
- Uczestnik rozgrywek Eurocup (2003/04)

Trenerskie
- Uczestnik:
  - mistrzostw Europy jako asystent trenera Ukrainy (2011 – 17. miejsce)
  - mistrzostw Ameryki (2015 – 6. miejsce)
  - Pucharu Marchanda (2015 – 5. miejsce)